# Niani (Império do Mali)

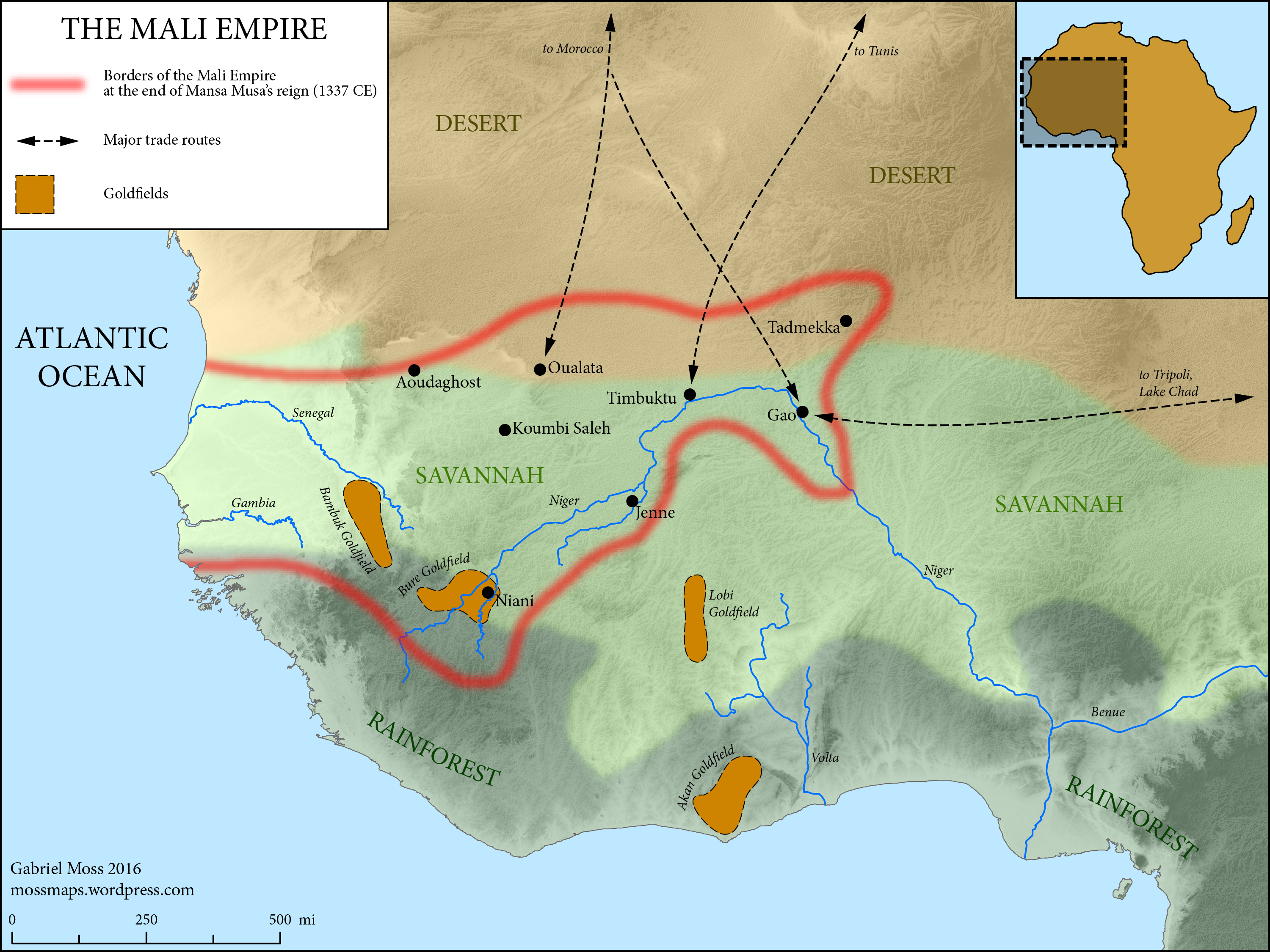
Niani (Império do Mali)

Niani era a capital do Império do Mali, localizada a oeste do Sael. Atualmente há duas cidades no moderno Mali com o mesmo nome, mas nenhuma delas corresponde à antiga capital: a Niani histórica é uma pequena aldeia sita no que hoje é a Guiné, na região de Labé.